# Чемпіонат Чорногорії з футболу 2013—2014
Чемпіонат Чорногорії з футболу 2013/2014 років (або Перша ліга) — 8-й сезон найвищого рівня футбольних дивізіонів Чорногорії. Стартував 10 серпня 2013 р. і завершився 31 травня 2014 р.
Переможцем став футбольний клуб «Сутьєска» з міста Никшич, який завоював титул чемпіона вдруге, та вперше в новітній історії розіграшів чемпіонату Чорногорії зміг захистити титул.

## Учасники та стадіони
| Команда   | Розташування     | Стадіон                       | Місткість |
| --------- | ---------------- | ----------------------------- | --------- |
| Будучност | Подгориця        | «Под Ґоріцом»                 | 12 000    |
| Ґрбаль    | Радановічі       | «Грбаль» («Под Сутваром»)     | 1 500     |
| Дечич     | Тузі             | «Тушко Полє»                  | 3 000     |
| Зета      | Голубовці        | «Трешниця»                    | 7 000     |
| Ловчен    | Цетинє           | «Обліча Поляна»               | 5 000     |
| Младост   | Подгориця        | «Цвієтні Брієг»               | 1 500     |
| Могрен    | Будва            | «Лугови»                      | 4 000     |
| Морнар    | Бар              | «Тополиця»                    | 6 000     |
| Петровац  | Петровац на Мору | «Под Малим Брдом»             | 530       |
| Рудар     | Плєвля           | «Градскі» («Под Ґолубінійом») | 10 000    |
| Сутьєска  | Никшич           | «Градскі» («Край Бистріце»)   | 10 800    |
| Челік     | Никшич           | «Желєзаре»                    | 2 000     |

## Турнірна таблиця
| М  | Команда   | І  | В  | Н  | П  | РМ    | О   |
| -- | --------- | -- | -- | -- | -- | ----- | --- |
| 1  | Сутьєска  | 33 | 17 | 12 | 4  | 46−21 | 64  |
| 2  | Ловчен    | 33 | 17 | 8  | 8  | 52−31 | 59  |
| 3  | Челік     | 33 | 15 | 9  | 9  | 47−28 | 542 |
| 4  | Будучност | 33 | 16 | 6  | 11 | 36−26 | 54  |
| 5  | Петровац  | 33 | 11 | 13 | 9  | 37−31 | 46  |
| 6  | Рудар     | 33 | 11 | 9  | 13 | 32−31 | 42  |
| 7  | Ґрбаль    | 33 | 11 | 10 | 12 | 36−40 | 401 |
| 8  | Зета      | 33 | 12 | 4  | 17 | 39−57 | 40  |
| 9  | Младост   | 33 | 11 | 6  | 16 | 38−46 | 39  |
| 10 | Могрен    | 33 | 11 | 9  | 13 | 45−56 | 391 |
| 11 | Морнар    | 33 | 9  | 9  | 15 | 35−47 | 36  |
| 12 | Дечич     | 33 | 5  | 9  | 19 | 32−61 | 24  |

Позначення:
|  | — чемпіон, участь у Лізі чемпіонів |
|  | — участь у Лізі Європи             |
|  | — участь у стикових матчах         |
|  | — виліт у нижчу лігу               |

 1 за рішенням ФСЧ з клубів «Ґрбаль» та «Могрен» зняті три очки.
2 за рішенням ФСЧ через скрутний фінансовий стан «Челік» виключений з Першої ліги.

### Стикові матчі
Перші матчі пройшли 4 червня 2014 р. у Плаві та Барі, матчі-відповіді — 8 червня 2014 р. у Будві та Беране.
| Команда 1 | Заг. | Команда 2 | 1-й матч | 2-й матч |
| --------- | ---- | --------- | -------- | -------- |
| Єзеро     | 1:6  | Могрен    | 1:2      | 0:4      |
| Морнар    | 1:2  | Беране    | 1:0      | 0:2      |